# Włodzimierz Dąbrowski (1881–1958)

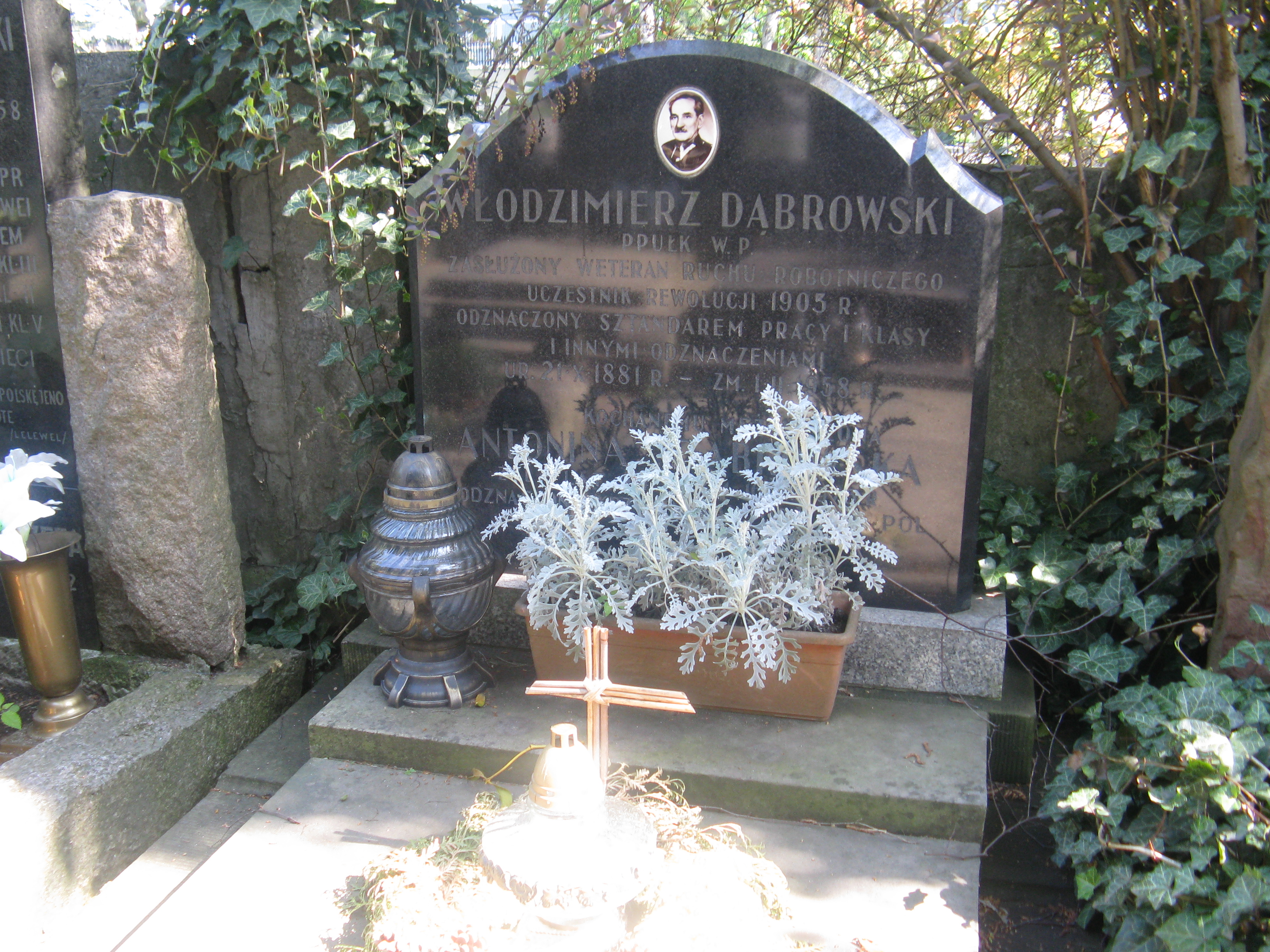
Grób Włodzimierza Dąbrowskiego na Cmentarzu Wojskowym na Powązkach

Włodzimierz Dąbrowski ps. Wujek, Bezimienny, Dziadek, Douglas, Mieczysław Morus (ur. 21 października 1881 w Morusach, zm. 1 lutego 1958 w Warszawie) - działacz PPS, PPS-Lewicy, SDKPiL, KPP, ZWW, PPR i PZPR, zastępca członka KC KPP, kierownik Centralnego Wydziału Wiejskiego KC KPP, współzałożyciel i członek kierownictwa ZWW, współzałożyciel PPR, pełnomocnik KC PPR, sekretarz lubelskiego Komitetu Obwodowego PPR.

## Życiorys
Syn Wincentego, urodził się w rodzinie małorolnych chłopów. Po ukończeniu szkoły elementarnej przeniósł się do Łomży, gdzie współtworzył organizację „Orzeł Biały” związaną z ruchem narodowym. W 1903 przeprowadził się do Pułtuska, a w 1904 wstąpił do PPS. W 1905 współorganizował strajk szkolny w pułtuskim gimnazjum i uczestniczył w demonstracjach. Po rozłamie PPS od 1906 działał w PPS-Lewicy. Prowadził działalność społeczno-oświatową na wsi, wydawał dwutygodnik polityczno-literacki „Zarzewie”. W 1906 i 1909 aresztowany. W 1913 przeniósł się do Warszawy i podjął pracę u notariusza Henryka Dąbrowskiego (kancelaria działała w latach 1913–1926). W 1915 współtworzył Związek Pracowników Notariatu i Hipotek (był członkiem jego zarządu). Od 1916 w SDKPiL, został członkiem Komitetu Warszawskiego tej partii. W listopadzie tego roku został aresztowany przez władze niemieckie i osadzony w Cytadeli Warszawskiej, następnie w Szczypiornie i Havelbergu. Zwolniony w listopadzie 1917, powrócił do Warszawy.
16 grudnia 1918 brał udział w I Zjeździe KPRP (zjeździe zjednoczeniowym PPS-Lewicy i SDKPiL), na którym wybrano go do Komitetu Centralnego jako zastępcę członka; został także kierownikiem Wydziału Rolnego Komitetu Centralnego partii. Prowadził działalność partyjną wśród ludności chłopskiej w województwach kieleckim, lubelskim, warszawskim i łódzkim.
W latach 1919–1920 trzykrotnie aresztowany i więziony. W kwietniu 1922 uczestniczył w III Konferencji KPRP w Gdańsku, gdzie poddał ostrej krytyce Tezy agrarne Marii Koszutskiej, za co odsunięto go od pracy w Wydziale Rolnym. W czerwcu 1922 zamieszkał w Białymstoku, gdzie do 1927 był zatrudniony na stanowisku zastępcy notariusza. W tym czasie współtworzył struktury i działał w Niezależnej Partii Chłopskiej. Ponadto kupił gospodarstwo rolne powstałe z parcelacji. W 1929 został aresztowany i skazany za działalność komunistyczną na 5 lat pozbawienia wolności, po apelacji zwolniony z braku dowodów.
Na początku lat 30. przebywał w Przedborzu, a następnie od 1933 w ponownie w Warszawie, gdzie do wybuchu II wojny światowej pracował w notariacie i nie udzielał się politycznie.
Po klęsce wrześniowej przedostał się w grudniu do okupowanego przez ZSRR Białegostoku. Po zajęciu miasta przez III Rzeszę w 1941 powrócił do stolicy, gdzie przystąpił do konspiracyjnej organizacji „Biuletynowców”, a następnie należał do organizatorów i członków kierownictwa ZWW. Z ramienia tej organizacji 5 stycznia 1942 w mieszkaniu Juliusza Rydygiera wziął udział w zebraniu założycielskim PPR; wówczas został I sekretarzem Komitetu Warszawskiego PPR. Od lutego 1942 pracował w redakcji „Trybuny Chłopskiej”. Został pełnomocnikiem Komitetu Centralnego PPR z zadaniem nawiązywania kontaktów z byłymi kapepowcami w terenie i zakładania z ich pomocą instytucji partyjnych i wojskowych. Przyczynił się do utworzenia Komitetu Okręgowego PPR na Lubelszczyźnie, a następnie w Siedleckiem. W kwietniu 1942 został sekretarzem Komitetu Obwodowego PPR na Lubelszczyźnie. Był współredaktorem „Trybuny Lubelskiej”.
Pod koniec września 1942 został aresztowany w Warszawie przez Gestapo podczas masowej akcji hitlerowskiej wymierzonej w działaczy PPR. Po ciężkim śledztwie w siedzibie Gestapo przy al. Szucha przewieziony na Pawiak, potem do obozu koncentracyjnego na Majdanku, a stamtąd w kwietniu 1943 do obozu w Buchenwaldzie. Brał udział w organizowaniu obozowej organizacji PPR. W lipcu 1945 powrócił do kraju.
Po zakończeniu wojny piastował liczne stanowiska w rządzie. Od 1948 w PZPR. W latach 50. starszy inspektor w Zespole Wojskowym Państwowej Komisji Planowania Gospodarczego, a następnie kierownik Centralnego Archiwum Wojskowego.
Był odznaczony m.in. Orderem Sztandaru Pracy I klasy (1955) i Orderem Krzyża Grunwaldu III klasy. Pochowany na cmentarzu Powązki Wojskowe w Warszawie (kwatera 2B-12-16).
Jego wspomnienia zostały opublikowane we fragmentach w kwartalniku Z Pola Walki (1958, nr 2).